# Покраснение радужной оболочки
Покраснение радужной оболочки — медицинское состояние радужной оболочки глаза (неоваскуляризация), при котором новые аномальные кровеносные сосуды оказываются на поверхности радужной оболочки.

## Патофизиология
Покраснение обычно связано с болезненными процессами в сетчатке, при которых сетчатка лишается кислорода (ишемия). Ишемическая сетчатка вызывает синтез новых белков, наиболее важным из которых является фактор роста эндотелия сосудов (VEGF = Vascular endothelial growth factor). Эти белки стимулируют формирование новых кровеносных сосудов (ангиогенез). Эти сосуды не имеют свойств первичных кровеносных сосудов глаза. Кроме того, новые кровеносные сосуды могут образовываться в областях, которым они не нужны. В частности, они могут наблюдаться на радужной оболочке, и кроме того, они могут расти в углу глаза. Эти кровеносные сосуды в конечном итоге могут перейти к процессу, называемому фиброзом, который мешает нормальной физиологии угла. Закрытие угла блокирует выход жидкости из глаза, что приводит к увеличению внутриглазного давления. Это приводит к неоваскулярной глаукоме.

## Лечение
При раннем обнаружении, неоваскуляризация может быть прекращена с помощью быстрой панретинальной фотокоагуляции сетчатки (PRP), или инъекции анти-VEGF препаратов с последующей PRP. Инъекция блокады прямого действия VEGF хотя и обладает более быстрым действием, но оно длится примерно 6 недель. PRP имеет более медленную инициализацию, но может длиться постоянно. В случае запущенной неоваскуляризации новые сосуды успеют набрать фиброзной ткани, и вследствие сжатия форм, угол может быть поврежден, и не будет реагировать на лечение. Если это произойдет, то потребуется хирургическое вмешательство, чтобы уменьшить давление (например, глаукомный дренажный имплантат).

## Причины
Это состояние часто связано с диабетом с развитой пролиферативной диабетической ретинопатией. Другие условия, вызывающие покраснение радужки, включают окклюзию центральной вены сетчатки, глазной ишемический синдром и хроническое отслоение сетчатки.